# Tipula milanjensis
Tipula milanjensis är en tvåvingeart som beskrevs av Alexander 1920. Tipula milanjensis ingår i släktet Tipula och familjen storharkrankar.
Artens utbredningsområde är Malawi. Inga underarter finns listade i Catalogue of Life.